# Radiación de Cherenkov

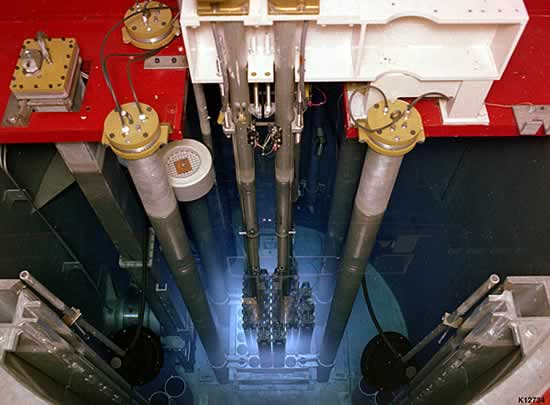
Radiación de Cherenkov en el núcleo de un reactor TRIGA.

Frente de ondas de la radiación de Cherenkov.

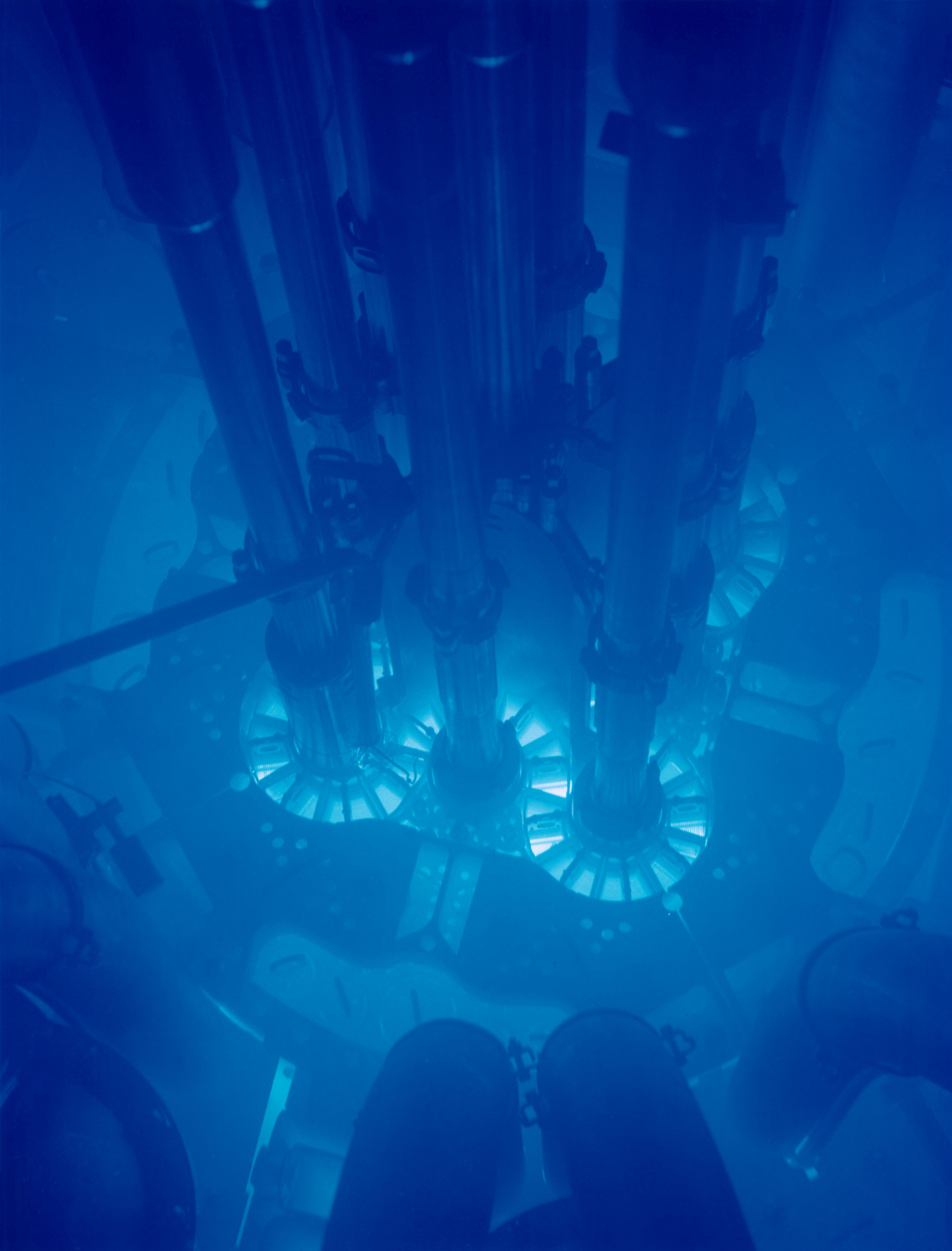
Esa extraña luz azul es radiación de Cherenkov brillando en el núcleo del reactor de Pruebas Avanzado.

La radiación de Cherenkov (también escrito Cerenkov o Čerenkov) es una radiación de tipo electromagnético producida por el paso de partículas cargadas eléctricamente en un determinado medio a velocidades superiores a la velocidad de fase de la luz en ese medio. La velocidad de la luz depende del medio, y alcanza su valor máximo en el vacío. El valor de la velocidad de la luz en el vacío no puede superarse, pero sí en un medio en el que ésta es forzosamente inferior. La radiación recibe su nombre del físico ruso Pável Cherenkov quien fue el primero en caracterizarla rigurosamente y explicar su producción.  Cherenkov recibió el Premio Nobel de Física en 1958 por sus descubrimientos relacionados con esta radiación.

## Descripción
La radiación Cherenkov es un tipo de onda de choque que produce el brillo azulado característico de los reactores nucleares. Este es un fenómeno similar al de la generación de una onda de choque cuando se supera la velocidad del sonido. En ese caso los frentes de onda esféricos se superponen y forman uno solo con forma cónica. Debido a que la luz también es una onda, en este caso electromagnética, puede producir los mismos efectos si su velocidad es superada. Y esto, como ya se ha dicho, solo puede ocurrir cuando las partículas cargadas que viajan en un medio distinto del vacío, lo hacen a velocidades superiores a la de los fotones en dicho medio. 
La radiación Cherenkov sólo se produce si la partícula que atraviesa el medio está cargada eléctricamente, como por ejemplo, un protón. Para que se produzca radiación Cherenkov el medio debe ser un dieléctrico. Es decir; debe estar formado por átomos o moléculas capaces de verse afectados por un campo eléctrico. Por tanto, un protón viajando a través de un medio hecho de neutrones, por ejemplo, no emitiría radiación Cherenkov.
Los rayos cósmicos, compuestos principalmente por partículas cargadas, al incidir (interactuar) sobre los átomos y moléculas de la atmósfera terrestre (el medio), producen otras partículas, las cuales producen más partículas, y éstas producen más, creándose una verdadera cascada de partículas (muchas de ellas cargadas eléctricamente). Cada una de estas partículas polariza asimétricamente las moléculas de nitrógeno y oxígeno (componentes principales de la atmósfera terrestre) con las que se encuentra a su paso, las cuales, al despolarizarse espontáneamente, emiten radiación Cherenkov (detectada con telescopios Cherenkov). Es decir; son las moléculas de la atmósfera (el dieléctrico) las que emiten la radiación, no la partícula incidente.
La polarización es asimétrica porque las moléculas que hay delante de la partícula no se han polarizado cuando las de detrás ya lo han hecho. Las de delante no se han polarizado porque la partícula viaja más rápido que su propio campo eléctrico.
Cuando la polarización es simétrica (cuando la partícula viaja a menor velocidad que la de la luz en el medio) no se produce radiación Cherenkov. 
El efecto Cherenkov es de gran utilidad en los detectores de partículas donde la susodicha radiación es usada como trazador. Particularmente en los detectores de neutrinos en agua pesada como el Super-Kamiokande. También en el tipo de telescopio conocido como telescopio Cherenkov como el telescopio MAGIC y el observatorio de rayos gamma HAWC, que detectan la luz Cherenkov producida en la atmósfera terrestre generada por la llegada de rayos gamma de muy alta energía procedentes del espacio. Los rayos gamma no tienen carga eléctrica, pero al incidir con los átomos de la atmósfera terrestre se produce una cascada de partículas que sí tienen carga eléctrica.